# Бопт
Бупт (фр. Baupte) насеље је и општина у северној Француској у региону Доња Нормандија, у департману Манш која припада префектури Кутанс.
По подацима из 2011. године у општини је живело 458 становника, а густина насељености је износила 200,0 становника/km². Општина се простире на површини од 2,29 km². Налази се на средњој надморској висини од 20 метара (максималној 26 m, а минималној 2 m).

## Демографија
| 1962. | 1968. | 1975. | 1982. | 1990. | 1999. | 2011. |
| ----- | ----- | ----- | ----- | ----- | ----- | ----- |
| 343   | 422   | 501   | 520   | 431   | 422   | 458   |

График промене броја становника у току последњих година